# Sovljak (Ub)

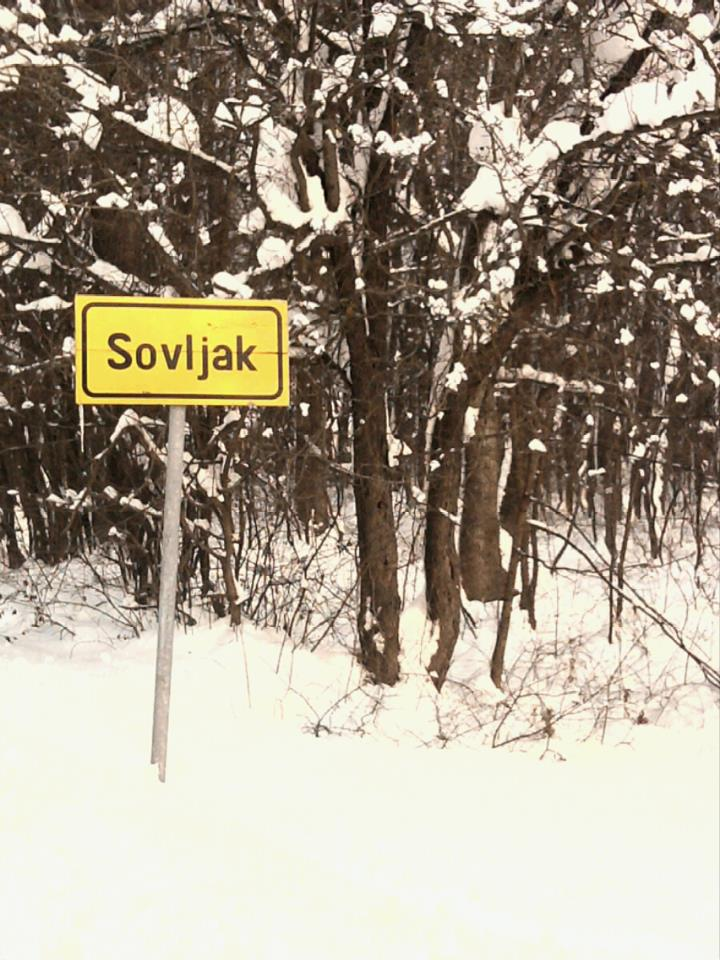
Ortsschild

Sovljak (serbisch-kyrillisch Совљак) ist ein Dorf in der Gemeinde Ub, Okrug Kolubara in Serbien. 2011 lebten 1839 Menschen in dem Dorf.
Das Durchschnittsalter liegt 2002 bei 38,2 Jahre (37,6 für Männer und 38,8 für Frauen). Das Dorf hat 540 Haushalte, und die durchschnittliche Anzahl der Personen pro Haushalt betrug 3,58.
Diese Stadt ist weitgehend von Serben (laut Volkszählung 2011) besiedelt.

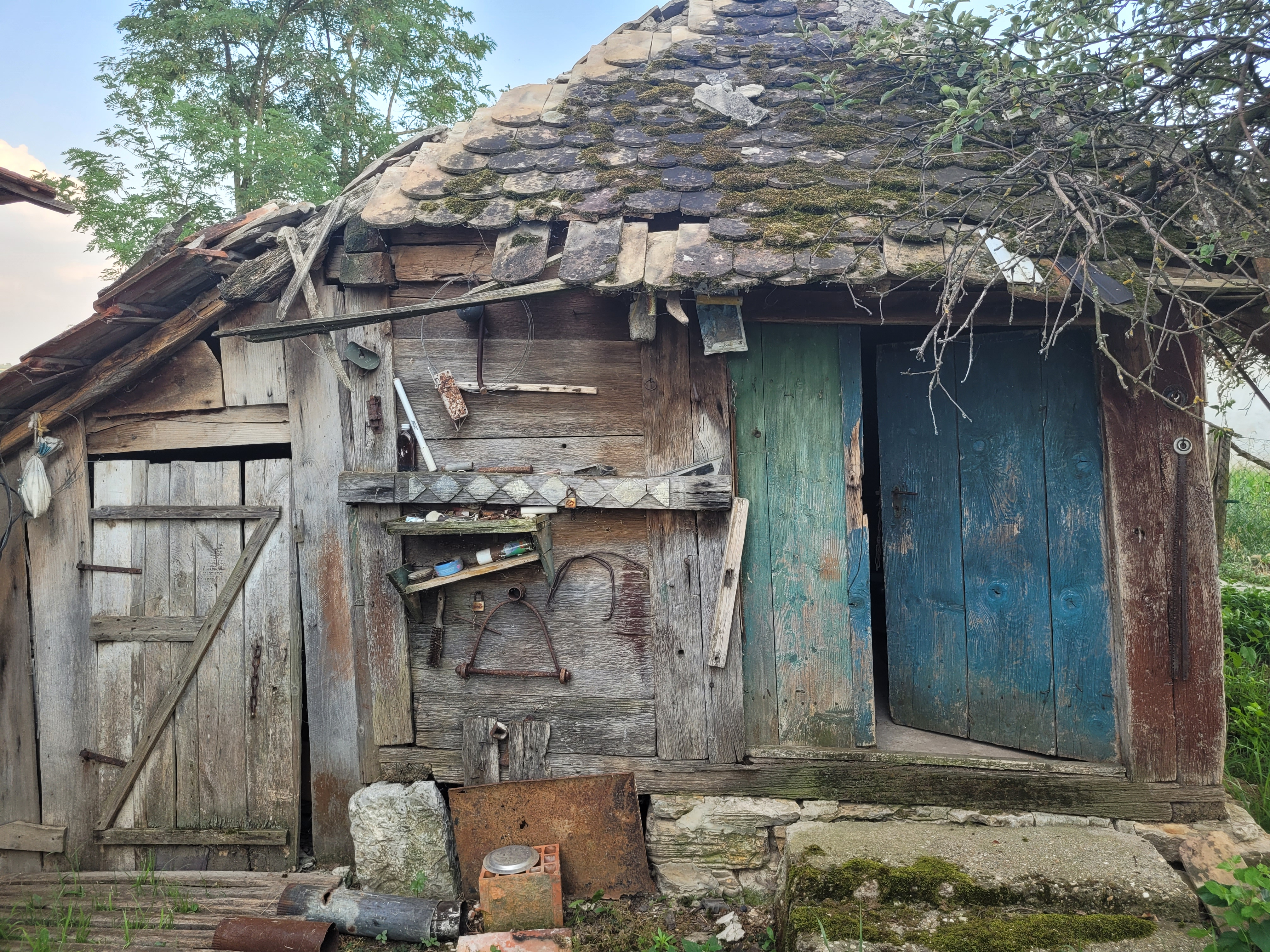
Kornspeicher Solvjak

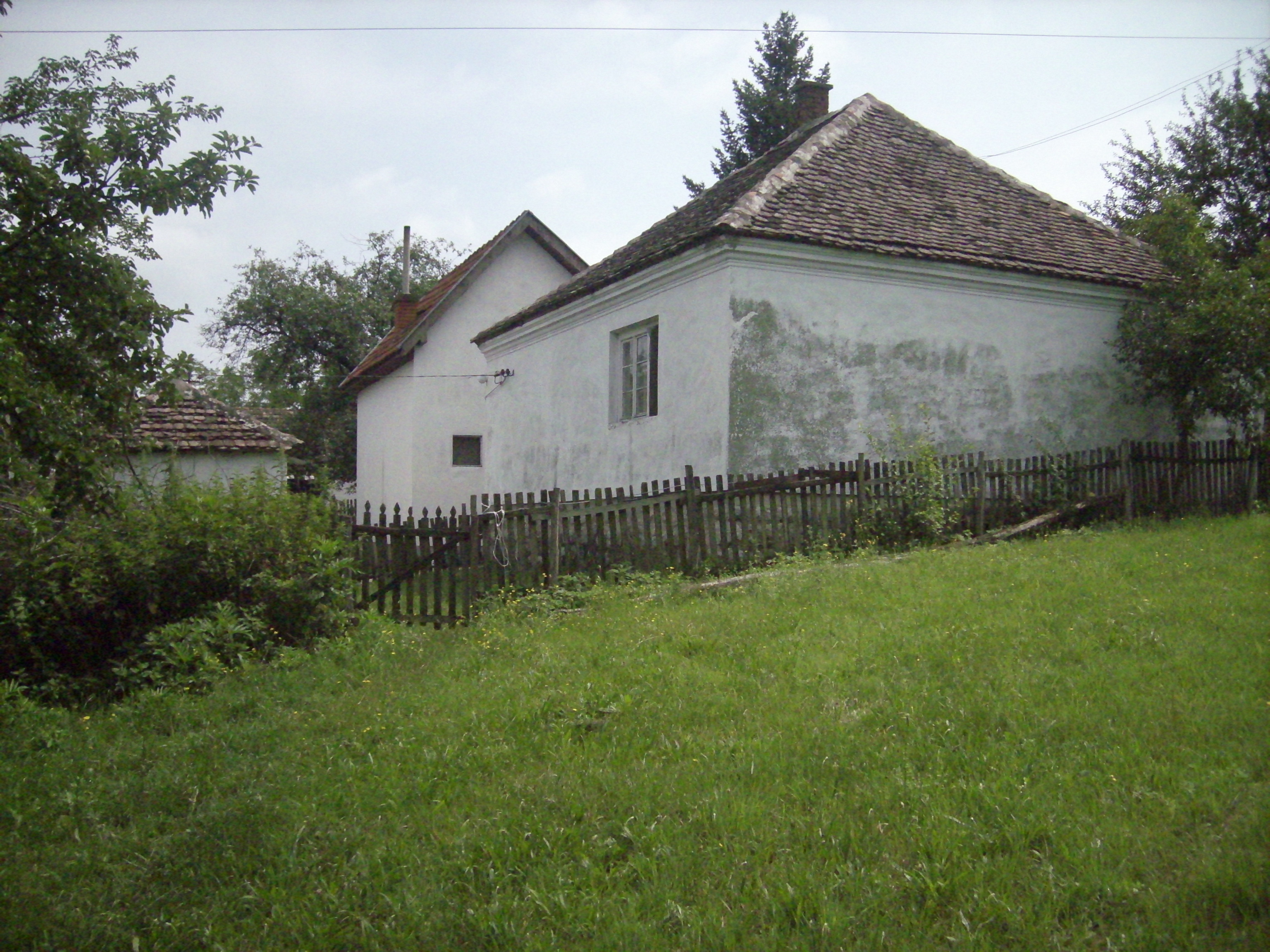
Haus Sovljak